# Hymenophyllum nephrophyllum
Espèce
Hymenophyllum nephrophyllum est une fougère de la famille des Hyménophyllacées originaire de Nouvelle-Zélande.
Cette espèce est appelée Raurenga en maori.

## Description
Cette espèce a les caractéristiques suivantes :
- le rhizome est long, fin, partiellement couvert de poils foncés à noirs ;
- les frondes sont espacées assez régulièrement et atteignent couramment 10 à 15 cm de long ;
- le limbe est entier, en forme de d'éventail ressemblant à un rein, ce qui est à l'origine de l'épithète spécifique[1] ;
- l'épaisseur du limbe entre les nervures est de deux cellules, exception dans la famille des Hymenophyllacées [2];
- les sores sont situés au pourtour du limbe ;
- l'indusie est tubulaire, formant donc une exception dans le genre Hymenophyllum ;
- chaque sore porte une courte columelle foncée portant les sporanges et sortant assez largement de l'indusie.

Cette espèce compte 36 paires de chromosomes.

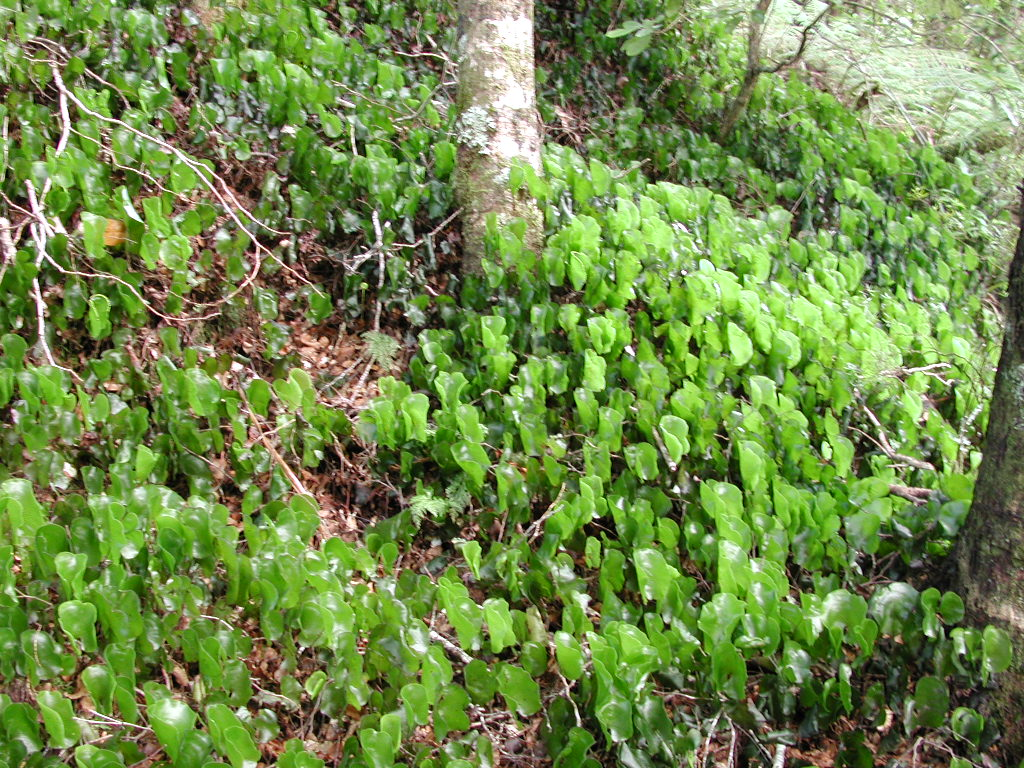
Hymenophyllum nephrophyllum en tapis forestier
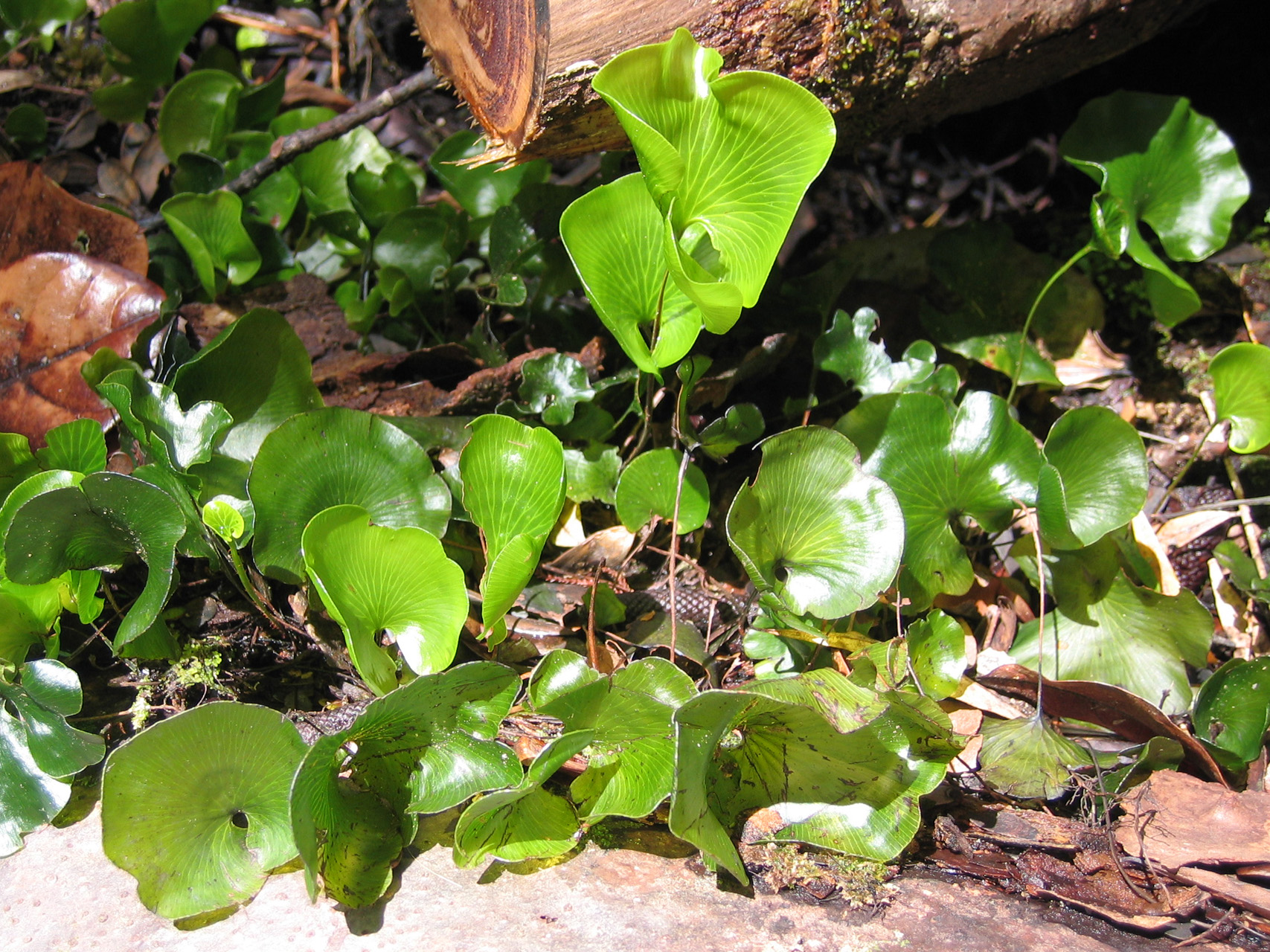
Frondes de Hymenophyllum nephrophyllum

## Distribution
Cette espèce, à la fois épiphyte et terrestre, n'est présente qu'en Nouvelle-Zélande.

## Historique et position taxinomique
Georg Forster décrit, en 1786, cette fougère collectée en Nouvelle-Zélande sous le nom de Trichomanes reniforme. Le classement dans le genre Trichomanes, bien que le genre Hymenophyllum ne fût pas créé à cette date, s'est trouvé justifié a posteriori par des indusies tubulaires.
Karel Bořivoj Presl, en 1843, trouve cette espèce suffisamment particulière pour la considérer comme l'espèce-type d'un genre à part entière : Cardiomanes reniforme (G.Forst.) C.Presl.
En 1906, Carl Frederik Albert Christensen, ne conservant que deux genres - Trichomanes et Hymenophyllum -, la place dans un nouveau sous-genre : Trichomanes subgen. Cardiomanes.
En 1938 Edwin Bingham Copeland puis en 1968 Conrad Vernon Morton conservent ce classement de Karel Bořivoj Presl dans le genre Cardiomanes.
En 2006, Atsushi Ebihara et Kunio Iwatsuki, à la suite de leurs études phylogénétiques, sont conduits à la placer dans le genre Hymenophyllum, sous-genre Cardiomanes. Comme l'épithète spécifique de reniforme est déjà utilisé par une espèce décrite par William Jackson Hooker, ils lui donnent comme nom : Hymenophyllum nephrophyllum Ebihara & K.Iwats., traduction grecque de reniforme (en forme de rein).
Hymenophyllum nephrophyllum est la seule espèce du sous-genre Cardiomanes.
Cette espèce compte donc deux synonymes :
- Cardiomanes reniforme (G.Forst.) C.Presl
- Trichomanes reniforme G.Forst.